# Соло на гітарі

Гітарне соло

Соло на гітарі — уривок мелодії, частина або вся музична композиція, написана для акустичної або електро гітари. Гітарні соло, які часто містять різну ступінь імпровізації, використовуються в багатьох музичних стилях, як то блюз, джаз, рок і метал. Може бути зіграно як в супроводі інших музичних інструментів, так і без них. На відміну від рифів є унікальною, неповторюваною, частиною композиції.

## У рок музиці
Гітарне соло використовується в різних жанрах, але термін найчастіше застосовується саме в рок-музиці відколи, з 1960-х років, музиканти експериментували з тембром гітари, додаючи різні ефекти — як то реверберація, дисторшн, дилей і хорус — задля того аби зробити звук більш повним та додати гармонійних обертонів. У важкому металі, від часу появи ню металу та металкору, в цих та послідуючих хардкор-поп похідних металу соло фактично зникли, як і застосування соло-гітари загалом.

## Див також
- Фінгерстайл